# Lucas Sirkar
Lucas Sirkar (ur. 24 czerwca 1936 w Barisol, zm. 18 kwietnia 2021 w Krishnanagarze) – indyjski duchowny rzymskokatolicki, w latach 2002-2012 arcybiskup Kalkuty.

## Życiorys
Święcenia kapłańskie przyjął 20 kwietnia 1968. 22 czerwca 1984 został prekonizowany biskupem Krisznagaru. Sakrę biskupią otrzymał 22 września 1984. 14 kwietnia 2000 został mianowany biskupem koadiutorem Kalkuty. 2 kwietnia 2000 stał się arcybiskupem Kalkuty. 23 lutego 2012 przeszedł na emeryturę.